# تیولاکتون

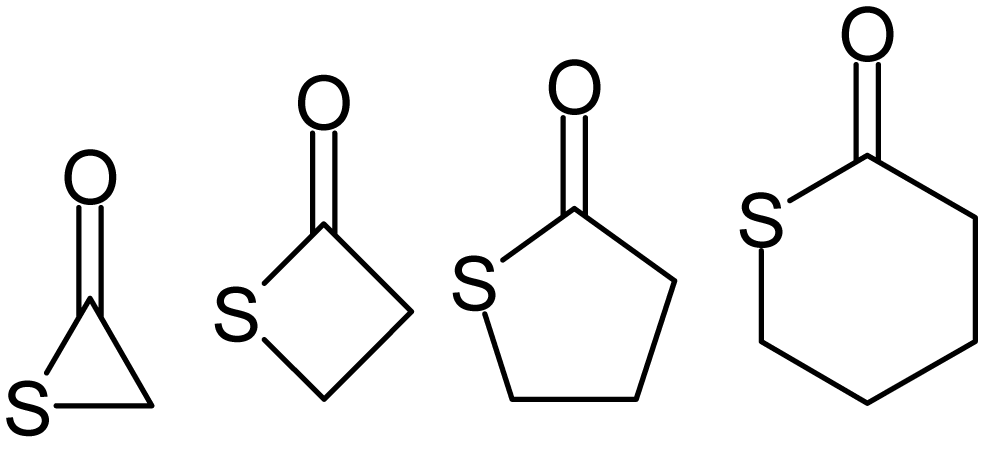
۵ تیولاکتون ساده به ترکیب (از چپ به راست) آلفا-، بتا-، گاما- و دلتا-تیولاکتون

تیولاکتون‌ها(به انگلیسی: Thiolactone) دسته‌ای از ترکیبات آلی هستند که مشابه لاکتون‌ها بوده با این تفاوت که به جای اتم اکسیژن در حلقه اتمی خود، دارای یک اتم گوگرد است.